# 버그체이싱

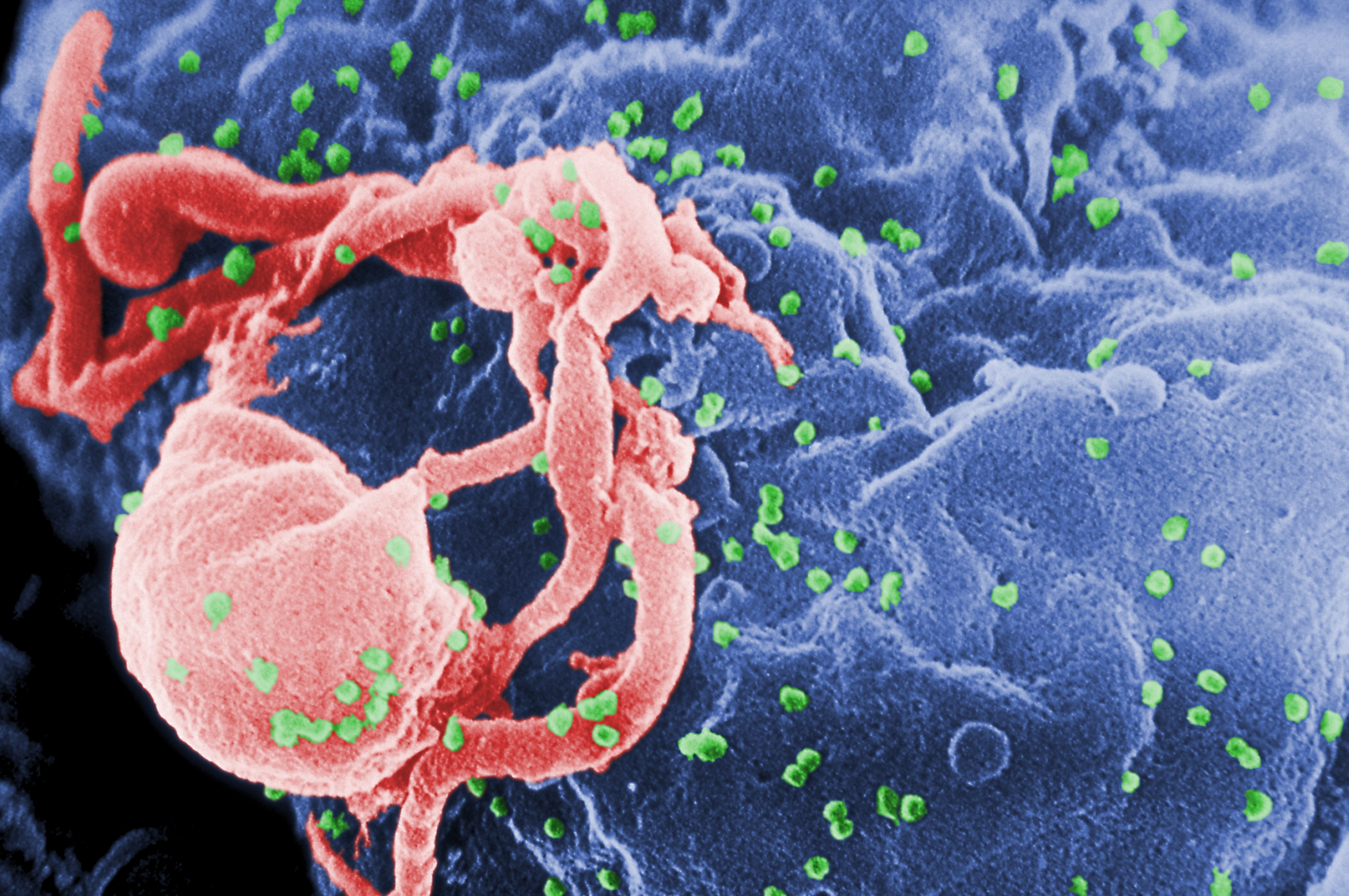
배양된 림프구 내부와 주변의 인간면역결핍 바이러스(녹색)의 주사전자현미경 이미지

버그체이싱(bugchasing, 또는 bug chasing, 벌레 좇기)은 성행위를 통해 의도적으로 인간면역결핍 바이러스 감염을 추구하는 드문 행위를 말한다.
버그체이서, 즉 HIV를 성적 대상화하는 사람들은 다른 남성과 안전하지 않은 성관계를 맺는 베어백커의 하위문화에 속한다. 스스로를 버그체이서라고 밝히는 남성은 통계적으로 드물며, 그렇게 밝힌 사람들 중 상당수는 실제로 HIV 감염으로 이어질 수 있는 성행위에 참여하지 않는다. 버그체이싱 행위와 환상에 대해서는 HIV 양성 상태에 대한 성적 흥분에서부터 다른 HIV 양성자들과의 공동체 의식 공유, 자살 경향성에 이르기까지 여러 가지 설명이 있다.
2003년까지 롤링 스톤이 "버그체이서: HIV 양성이 되기를 갈망하는 남성들"이라는 기사를 발표한 후 이 개념이 대중의 의식에 자리 잡게 되었는데, 이 기사는 통계적 방법론에서 광범위한 논란이 있었다. 버그체이싱은 에이즈 위기가 시작된 이래로 존재했을 것으로 추정된다. 이후 대중문화와 미디어에서 언급되거나 중점적으로 다뤄졌다. 2021년 현재에도 HIV 전파를 막는 효과적인 PrEP와 HAART 치료법이 널리 보급되어 있음에도 불구하고 버그체이싱 행위는 틈새 행위로서 여전히 존재하고 있다.

## 기원
HIV 감염을 추구하는 버그체이싱의 정확한 기원은 거의 알려져 있지 않으며, 그 시초는 AIDS 위기의 발단이나 1990년대에 근접했을 때 발견되었다. 적어도 뉴스위크가 이 주제를 다룬 기사를 발표한 1997년까지는 존재하였고, 2003년 롤링 스톤의 보도가 그 뒤를 이었다. 그레고리 프리먼이 쓴 롤링 스톤의 기사는 최초로 이 행동에 대한 우려와 관심을 불러일으켰으며, 이 글에서는 미국 내 HIV 신규 감염의 약 25%(45,000건 중 10,000건)가 버그체이싱 활동과 관련이 있다고 주장하였다. 그러나 프리먼의 분석은 HIV 감염을 제대로 찾으려는 동기나 시도와 관계없이 버그체이서의 숫자뿐만 아니라 베어백을 하는 모든 남성을 포함하여 전부 버그체이서라고 보도하였다. 프리먼이 인용한 당사자는 이후 그가 진술을 조작하였다고 주장하였으며, 그의 데이터는 널리 비판을 받아왔다. 그럼에도, 프리먼의 기사는 버그체이싱이라는 용어를 주류에 가져오고, 이 행위를 자기 파괴적이고 측은하게 보게 된 것에 대한 책임의 소지가 있다.

## 동기와 활동
버그체이서는 특히 바이러스 감염을 고의적으로 추구(또는 의도된 추구)하면서 HIV 감염을 성애화하는 남성과 성관계를 갖는 남성이다. 버그체이싱 정체성과 행동이 발달하는 동기는 이 행위가 일반적으로 이해되지 않았기 때문에 대부분 정의되지 않은 채로 남아 있다. 그러나 동기에 대한 설명에는 보통 네 가지가 존재한다.

처음의 충격이 사라지자, 그는 감염 걱정 없이 합의된 베어백 섹스를 할 수 있는 자유이용권을 받은 것처럼 안도감을 느꼈다.

첫째로, 일부 남성은 성관계를 완전히 중단하게 되거나, 한 파트너에게 헌신하게 되거나, 콘돔과 같은 예방 조치를 사용하게 되는 것 같이 그들의 성적 행동을 변화시킨 HIV 감염에 대한 두려움의 결과로 버그체이서가 되었다고 이야기한다. 이러한 방식에서 버그체이싱은 성적인, 개인적인 권한을 부여하는 것으로 볼 수 있는데, 버그체이서의 HIV 음성에서 HIV 양성 상태로의 전환이 남성성을 획득하여 추가적인 지위를 부여 받는 것으로 이해되는 것이다. 둘째, 일부 남성은 HIV 양성 상태가 에로틱하거나 성적으로 자극적이어서 쾌락의 대상 또는 극복해야 할 궁극적인 금기라고 간주한다. 셋째, 버그체이서는 HIV 양성 상태(또는 그 추구)를 공동체의 정체성 및 의식의 공유를 허락하는 의미로 이해할 수 있다. 넷째, 버그체이싱은 안전한 성행위에 대한 엄격한 순응을 포함하는 특정한 이상을 위반함으로써 사회적 규범(이성애 규범성과 엮인)에 대항하는 정치적 장치 및 행동으로 설명되어 왔다. 다섯 번째로 가능한 동기로 자살이 있으나, 버그체이싱 행동을 설명하기에는 불명확하거나 부정확한 부분이 아직 많다.
분명한 동기와는 상관없이, 실제 버그체이싱을 한다고 개인적으로 인지하는 경우는 드물며, 버그체이싱 행동은 더 드문 편이다. 대부분의 행동은 이러한 인지 의식과 잘 맞지 않는다. 그러나 트위터와 과거의 텀블러 같은 사이트에서는 스스로를 버그체이서라고 공개적으로 밝히는 열외자가 많다. 예를 들어, 이러한 행동은 HIV 양성으로 알려진 사람들과 성관계를 갖는 것에 초점이 맞춰지는 경우가 거의 없고, 대신 참여자의 HIV 상태가 알려지지 않은 모호한 성적 상황에 참여한다.
2021년 기준, 콘돔 없는 성행위와 달리 HIV 감염을 예방할 수 있는 매우 효과적인 노출전 예방요법(PrEP)이 널리 보급되었으나 버그체이싱은 여전히 사라지지 않으며, 어떤 남성은 두 가지 행동을 모두 취하기도 한다.

## 그룹 역학
베어백과 버그체이싱은 모두 위험한 성행위에 중점을 두고 있지만 두 활동이 반드시 동등한 것은 아니다. 버그체이싱은 베어백의 하위 문화로, 대부분의 베어배커가 버그체이싱 행동의 명백한 초점인 HIV 전파나 감염의 의도가 전혀 없다는 점에서 버그체이싱의 의도를 정의하는 특성이 확인된다.
그러나 특히 버그체이서들 사이에는 남성과 성관계를 하는 남성들의 다른 공동체와 구별되는 몇 가지의 공통 은유가 남아있는데, 수정과 임신, 친자 관계가 그것이다. HIV는 버그체이싱에 속하는 성행위를 통해 전파되고 번식할 수 있기 때문에, HIV의 문화적 차원(관습과 규범, 관행, 동류의식 형태가 하나로 묶여 HIV 상태를 둘러싼 공동체를 형성)은 바이러스 감염을 통해 전염되며, 이는 출생과 친자 관계를 통한 문화적 전파와 유사하다. 이 공동체 의식(HIV 감염의 결과로 만들어짐과 동시에 파괴되는)을 민족지학자 제이미 가르시아이글레시아스는 "퀴어 세계를 만들 뿐만 아니라 무너뜨리는" 것으로 묘사한다. 그러나 은유의 요점으로 더 나아가면 HIV 감염의 신체적 특징은 임신과 유사하다. 일반적으로 어느 진단이든 확정되기까지 시간이 걸리기 때문이다.
비슷하게, 버그체이싱 공간은 남성다움에 대한 특정 개념을 강화한다. HIV를 감염시키기 위해 의도적으로 다른 사람을 찾는 HIV 양성 남성(일명 선물전달자)은 삽입하는 성 역할을 통해 극도의 남성성을 가지는 반면, 버그체이서는 남성성이 결여된 것으로 이해된다. 삽입하는 것보다는 삽입되는 역할이며, 직장은 "푸시"(pussy)와 "맨컨트"(mancunt)같은 여성과 관련된 단어로 불리고, 그 사회 체제 안에서 여성적 역할을 맡는다.
AIDS 전염병이 시작된 이후 LGBT 행동주의(타고난 성적인 것이 아니라 더 주류적인 정치적 의제를 목적으로 "탈성애화한" 동성애자 정체성에 주로 초점을 맞추는)로 인해 버그체이싱은 여전히 논란의 여지가 있으며, 일부 동성애자 학자와 활동가는 그것이 존재한다는 것을 완전히 부인하거나 그 개념이 확산하는 것을 최소화하기도 한다. 예를 들어, 버그체이싱에 대한 관심을 불러일으킨 프리먼의 2003년 롤링 스톤 기사에 대하여, 성 연구학자 애덤 J. 그레트먼은 휴먼 라이츠 캠페인(자유주의 정치에 중심을 둔 LGBT 지지 단체)이 불쾌한 반응을 보였음을 관찰하였는데, 버그체이싱 행동이 이들의 동성애규범성 정치적 야망과 일치하지 않았기 때문이라고 보았다.

## 미디어와 문화
미국의 영화 감독 루이스 호가스는 롤링 스톤 기사가 나온 같은 해에 다큐멘터리 "선물"(The Gift)를 공개하였다. 영화는 버그체이서의 이야기에 초점을 맞추어 HIV 감염의 긍정적인 측면을 자기고백하는 것에 강조를 두었다. 3년 뒤에는 HIV 양성 남성인 리키 다이어가 BBC3를 통해 다큐멘터리 "나는 HIV 양성이 되는 것을 사랑한다"(I love being HIV+)"를 공개하였는데, 이 영상에는 대부분의 버그체이싱 활동이 단순한 환상일 뿐이라고 시사한다. 2009년, 동성애자 극작가 에릭 패터슨은 현대 할리우드에서의 버그체이싱과 HIV 양성 상태를 다루는 희비극 "He Asked For It"을 공연하였다. 버그체이싱은 드라마 퀴어 애즈 포크의 주제로 다루어지기도 했다.
2012년 캐나다인 스티븐 분은 이전에 HIV에 감염된 뒤 네 명의 남성과 콘돔 없는 성관계를 가져 살인 미수와 가중 성폭행에 대해 각각 세 건의 혐의에 대한 재판으로 유죄 판결을 받았다. 자신을 "poz 흡혈귀"(poz vampire, poz는 HIV 감염을 의미)라고 칭했던 그는 버그체이싱 문화에 빠져있었다. 살인 미수에 대한 유죄 판결에 대하여 온타리오주 항소 법원에 항소하였으나 기각되었으며, 가중 성폭행 유죄 판결은 여전히 남아 있다. 항소 법원은 그가 자신의 섹스 파트너를 살해할 의도가 있었다는 것이 원래 사건에서 입증되지 않았다고 말하였다. 이것은 당국에 새로운 재판의 가능성을 제공하였다. HIV의 고의적 전염으로 기소되는 다른 사례들도 보고되었다.

## 기타 질병
2020년 SARS-COV-2 바이러스의 출현으로 인한 코로나19 범유행이 이어지면서 사람들이 이 바이러스에 고의로 감염되고자 하는 소위 "코로나 파티" 현상이 보고되었다. 이러한 유형의 파티는 실제가 아니거나(수두와 유사하게) 적어도 인기는 없는 것처럼 보이나(독감 바이러스 일종인 H1N1처럼) 버그체이싱과 마찬가지로 전염병의 자발적인 감염을 다루기 때문에 둘 사이의 유사점이 도출되었다.

## 참고 문헌

### 서지
- Ames, Lynda J.; Atchinson, Alana B.; Rose, Tom (1995년 12월 17일). “Love, Lust, and Fear: Safer Sex Decision Making Among Gay Men”. 《Journal of Homosexuality》 30 (1): 53–73. doi:10.1300/J082v30n01_03. PMID 8907598.
- Anderson, Patrick (2018년 8월 18일). “To Be Undone”. 《Performance Research》 23 (6): 25–34. doi:10.1080/13528165.2018.1533755. S2CID 192836674.
- Ashford, Chris (August 2010). “Barebacking and the 'Cult of Violence': Queering the Criminal Law”. 《The Journal of Criminal Law》 74 (4): 339–357. doi:10.1350/jcla.2010.74.4.647. S2CID 144980351.
- Box, Bobby (2020년 1월 23일). “Why These Gay Men Want HIV—Not PrEP”. 《LOGO News》. 2021년 4월 30일에 확인함.
- Bollas, Angelos (2021년 3월 27일). “Masculinities on the Side: An Exploration of the Function of Homosexism in Maintaining Hegemonic Masculinities and Sexualities”. 《Sexuality & Culture》. doi:10.1007/s12119-021-09848-3.
- Breitfeller, Gabriella H.; Kanekar, Amar (2012). “Intentional HIV Transmission Among Men Who Have Sex With Men: A Scoping Review”. 《Gay & Lesbian Issues and Psychology Review》 8 (4): 112–121.
- Buys, Anthea (2010년 11월 1일). “Athi-Patra Ruga and the Politics of Context”. 《Critical Arts》 24 (3): 480–485. doi:10.1080/02560046.2010.511891. S2CID 143555740.
- Carballo-Diéguez, Alex; Bauermeister, José (2004년 5월 19일). “'Barebacking': Intentional Condomless Anal Sex in HIV-Risk Contexts. Reasons for and Against It”. 《Journal of Homosexuality》 47 (1): 1–16. doi:10.1300/J082v47n01_01. PMID 15189783.
- Crook, John (2004년 5월 14일). “Growing Pains”. 《Calgary Herald》.
- Crossley, Michele L. (June 2004). “Making Sense of 'Barebacking': Gay Men's Narratives, Unsafe Sex and the 'Resistance Habitus'”. 《British Journal of Social Psychology》 43 (2): 225–244. doi:10.1348/0144666041501679. PMID 15285832.
- Dean, Tim (2008). “Breeding Culture: Barebacking, Bugchasing, Giftgiving”. 《The Massachusetts Review》 49 (1/2): 80–94. ISSN 0025-4878. JSTOR 25091283.
- Dean, Tim (2009). 《Unlimited Intimacy: Reflections on the Subculture of Barebacking》. Chicago: University of Chicago Press. ISBN 978-0-226-13939-5.
- García-Iglesias, Jaime (2018년 10월 18일). “Do Some People Really Want to get HIV? I Spoke to 'Bug Chasers' around the World to Find Out”. 《The Conversation》 (영어). 2021년 4월 30일에 확인함.
- García-Iglesias, Jaime (2020년 11월 17일). “Viral Breedings: HIV as Pregnancy Among Bugchasers”. 《Norma》 15 (3–4): 221–234. doi:10.1080/18902138.2020.1744408. S2CID 216431370.
- García-Iglesias, Jaime (2020년 10월 2일). “Wanting HIV Is 'Such a Hot Choice': Exploring Bugchasers' Fluid Identities and Online Engagements”. 《Deviant Behavior》 41 (10): 1232–1243. doi:10.1080/01639625.2019.1606617. S2CID 151117568.
- García-Iglesias, Jaime (2021년 3월 24일). “From Training Wheels to Chemical Condoms: Exploring Narratives of PrEP Discontinuation”. 《Health: An Interdisciplinary Journal for the Social Study of Health, Illness and Medicine》: 1–15. doi:10.1177/13634593211005177. hdl:2299/24158. PMID 33757365.
- García-Iglesias, Jaime (2021년 2월 1일). “Writing Bugchasing Ethnoperformance: Creative Representations of Online Interactions”. 《Sexualities》 24 (1–2): 154–175. doi:10.1177/1363460719896967. S2CID 210553863.
- Gauthier, Deann K.; Forsyth, Craig J. (January 1999). “bareback sex, bug chasers, and the gift of death”. 《Deviant Behavior》 20 (1): 85–100. doi:10.1080/016396299266605.
- Gonzalez, Octavio R. (2010). “Tracking the Bugchaser: Giving "The Gift" of HIV/AIDS”. 《Cultural Critique》 75 (75): 82–113. doi:10.1353/cul.2010.0010. ISSN 0882-4371. JSTOR 40800643.
- Graydon, Michael (May 2007). “Don't Bother to Wrap It: Online Giftgiver and Bugchaser Newsgroups, the Social Impact of Gift Exchanges and the 'Carnivalesque'”. 《Culture, Health & Sexuality》 9 (3): 277–292. doi:10.1080/13691050601124649. PMID 17457731. S2CID 20164022.
- Greteman, Adam J. (August 2013). “Fashioning a Bareback Pedagogy: Towards a Theory of Risky (Sex) Education”. 《Sex Education》 13 (supplementary 1): S20–S31. doi:10.1080/14681811.2012.760154. S2CID 143601481.
- Grov, Christian (November 2006). “Barebacking Websites: Electronic Environments for Reducing or Inducing HIV Risk”. 《AIDS Care》 18 (8): 990–997. doi:10.1080/09540120500521137. PMID 17012090. S2CID 24493921.
- Hammond, Chad; Holmes, Dave; Mercier, Mathieu (September 2016). “Breeding New Forms of Life: A Critical Reflection on Extreme Variances of Bareback Sex”. 《Nursing Inquiry》 23 (3): 267–277. doi:10.1111/nin.12139. PMID 27264510.
- Heywood, Todd (2021년 6월 22일). “Judge Issues Six-Month Sentence in HIV Transmission Case”. 《City Pulse》 (영어). 2021년 7월 11일에 확인함.
- Hu, Ben; Guo, Hua; Zhou, Peng; Shi, Zheng-Li (March 2021). “Characteristics of SARS-CoV-2 and COVID-19”. 《Nature Reviews Microbiology》 19 (3): 141–154. doi:10.1038/s41579-020-00459-7. PMC 7537588. PMID 33024307.
- Huebenthal, Jan (2017년 1월 24일). “Un/Detectability in Times of "Equality": HIV, Queer Health, and Homonormativity”. 《European Journal of American Studies》 11 (3). doi:10.4000/ejas.11729.
- Holt, Thomas J. (December 2010). “Exploring Strategies for Qualitative Criminological and Criminal Justice Inquiry Using On‐Line Data”. 《Journal of Criminal Justice Education》 21 (4): 466–487. doi:10.1080/10511253.2010.516565. S2CID 143390082.
- Howard, Ken; Yamey, Gavin (2003년 2월 22일). “Magazine's HIV Claim Rekindles "Gay Plague" Row”. 《BMJ》 326: 454. doi:10.1136/bmj.326.7386.454. S2CID 70917253.
- Inhorn, Marcia C. (2020년 11월 17일). “Reproducing Men in the Twenty-first Century: Emergent Masculinities, Subjectivities, Biosocialities, and Technologies”. 《Norma》 (영어) 15 (3–4): 299–305. doi:10.1080/18902138.2020.1831157. ISSN 1890-2138. S2CID 225119140.
- Jaspal, Rusi; Bayley, Jake (2020). 《HIV and Gay Men: Clinical, Social and Psychological Aspects》. Singapore: Palgrave Macmillan. ISBN 978-981-15-7225-8.
- Klein, Hugh (2014년 10월 22일). “Generationing, Stealthing, and Gift Giving: The Intentional Transmission of HIV by HIV-positive Men to their HIV-negative Sex Partners”. 《Health Psychology Research》 2 (3): 1582. doi:10.4081/hpr.2014.1582. PMC 4768590. PMID 26973945.
- “Truthful Take on a Tough Topic”. 《Los Angeles Times》. 2008년 5월 2일.
- MacKinnon, Emily; Crompton, Constance (2012). “The Gender of Lying: Feminist Perspectives on the Non-Disclosure of HIV Status”. 《UBC Law Review》 45 (2).
- Malkowski, Jennifer (June 2014). “Beyond Prevention: Containment Rhetoric in the Case of Bug Chasing”. 《Journal of Medical Humanities》 35 (2): 211–228. doi:10.1007/s10912-014-9280-x. PMID 24682645. S2CID 25612944.
- Medeiros, Priscilla (2016). “The Harmful Consequences of Living with HIV in Contemporary Society”. 《Nexus: The Canadian Student Journal of Anthropology》 24: 59–73. doi:10.15173/nexus.v24i1.890.
- Medew, Julia (2007년 3월 23일). “'Lock Him Up' Warning on HIV Man”. 《The Age》 (영어). 2021년 7월 11일에 확인함.
- Moskowitz, David A.; Roloff, Michael E. (July 2007a). “The Existence of a Bug Chasing Subculture”. 《Culture, Health & Sexuality》 9 (4): 347–357. doi:10.1080/13691050600976296. PMID 17612955. S2CID 31893571.
- Moskowitz, David A.; Roloff, Michael E. (2007년 4월 2일). “The Ultimate High: Sexual Addiction and the Bug Chasing Phenomenon”. 《Sexual Addiction & Compulsivity》 14 (1): 21–40. doi:10.1080/10720160601150121. S2CID 11481290.
- Nguyen Dang, Julien (2020년 7월 5일). “Etats-Unis: Les "Fêtes Covid-19", Destinées à Transmettre Volontairement le Virus, Existent-elles Vraiment?”. 《France Info》 (프랑스어). 2021년 7월 11일에 확인함.
- Palm, Fredrik (2019). 〈Viral Desires: Enjoyment and Death in the Contemporary Discourse on Barebacking〉.   Holmberg, Tora; Jonsson, Annika; Palm, Fredrik. 《Death Matters: Cultural Sociology of Mortal Life》. Palgrave Macmillan. 129–150쪽. doi:10.1007/978-3-030-11485-5_7. ISBN 978-3-030-11484-8.
- Parashar, Amita (2009년 6월 29일). “He Asked for It”. 《The Advocate》 (영어).
- Pendry, Richard (2006년 4월 10일). “HIV 'Bug Chasers': Fantasy or Fact?”. 《BBC News》. 2021년 4월 30일에 확인함.
- Reynolds, Ellie (2007년 2월 25일). “Becoming HIV: Disease as Agency”. 《Material World》. 2021년 10월 6일에 원본 문서에서 보존된 문서. 2021년 4월 29일에 확인함.
- Reynolds, Ellie (December 2007b). “'Pass the Cream, Hold the Butter': Meanings of HIV Positive Semen for Bugchasers and Giftgivers”. 《Anthropology & Medicine》 14 (3): 259–266. doi:10.1080/13648470701694693. PMID 27268741. S2CID 8926663.
- Romero-Palau, Mario; Cuenca-Martínez, Ferran (2021). “Conductas Sexuales de Riesgo y Búsqueda Consciente de Infección por Vih/Sida (Bug-Chasing): Una Revisión Narrativa Desde la Psicología”. 《Apuntes de Psicología》 39 (1): 45–51. ISSN 0213-3334.
- Rueb, Emily S. (2019년 7월 14일). “He Emerged From Prison a Potent Symbol of H.I.V. Criminalization”. 《The New York Times》. 2021년 7월 11일에 확인함.
- Santiesteban Díaz, Yasel Manuel; Orlando-Narváez, Solon Alberto; Ballester-Arnal, Rafael (April 2019). “Conductas de Riesgo Hacia la Infección por VIH. Una Revisión de Tendencias Emergentes”. 《Ciência & Saúde Coletiva》 24 (4): 1417–1426. doi:10.1590/1413-81232018244.02322017. PMID 31066843.
- Shoffman, Marc (2006년 4월 10일). “No Evidence of Gay "Bug Chasers," AIDs Group Say”. 《PinkNews》. 2021년 6월 13일에 확인함.
- Sothern, Matthew (2006). “On Not Living With AIDS: Or, AIDS-As-Post-Crisis”. 《ACME: An International Journal for Critical Geographies》 (영어) 5 (2): 144–162. ISSN 1492-9732.
- Swan, Holly; Monico, Laura (2014). 〈Connections: HIV and Bugchasers across Queer Collectives〉.   Tammy L, Tammy L. 《Understanding Deviance: Connecting Classical and Contemporary Perspectives》 Illurat판. Routledge.
- Tewksbury, Richard (September 2003). “Bareback Sex and the Quest for HIV: Assessing the Relationship in Internet Personal Advertisements of Men who have Sex with Men”. 《Deviant Behavior》 (영어) 24 (5): 467–482. doi:10.1080/713840245. ISSN 0163-9625. S2CID 146756101.
- Tomso, Gregory (2004). “Bug Chasing, Barebacking, and the Risks of Care”. 《Literature and Medicine》 23 (1): 88–111. doi:10.1353/lm.2004.0014. PMID 15264511. S2CID 9065179.
- Tomso, Gregory (2008년 4월 1일). “Viral Sex and the Politics of Life”. 《South Atlantic Quarterly》 107 (2): 265–285. doi:10.1215/00382876-2007-066.
- Weiss, Amanda (2006). “Criminalizing Consensual Transmission of HIV”. 《University of Chicago Legal Forum》 2006: 389–408.
- Yogaretnam, Shaamini (2019년 8월 13일). “Court Quashes Convictions of Man who Tried to Spread HIV”. 《Ottawa Citizen》.